# Campeonato Mundial de Ginástica Artística de 2009
O XLII Campeonato Mundial de Ginástica Artística ocorreu entre os dias 13 e 18 de outubro de 2009 na Arena O2 em Londres, Reino Unido. Semelhante ao Campeonato Mundial de Melbourne, em 2005, não contou com a prova por equipes, sendo disputadas o individual geral e as provas por aparelhos.

## Eventos
- Individual geral masculino
- Solo masculino
- Barra fixa
- Barras paralelas
- Cavalo com alças
- Argolas
- Salto sobre a mesa masculino
- Individual geral feminino
- Trave
- Solo feminino
- Barras assimétricas
- Salto sobre a mesa feminino

## Calendário
| Outubro            | 13 | 14 | 15 | 16 | 17 | 18 |
| ------------------ | -- | -- | -- | -- | -- | -- |
| Qualificatória     | ●  |    |    |    |    |    |
| Individual geral   |    |    | ●  |    |    |    |
| Solo               |    |    |    |    | ●  |    |
| Cavalo com alças   |    |    |    |    | ●  |    |
| Argolas            |    |    |    |    | ●  |    |
| Salto sobre a mesa |    |    |    |    |    | ●  |
| Barras paralelas   |    |    |    |    |    | ●  |
| Barra fixa         |    |    |    |    |    | ●  |

| Outubro             | 13 | 14 | 15 | 16 | 17 | 18 |
| ------------------- | -- | -- | -- | -- | -- | -- |
| Qualificatória      |    | ●  |    |    |    |    |
| Individual geral    |    |    |    | ●  |    |    |
| Salto sobre a mesa  |    |    |    |    | ●  |    |
| Barras assimétricas |    |    |    |    | ●  |    |
| Trave               |    |    |    |    |    | ●  |
| Solo                |    |    |    |    |    | ●  |

## Países participantes
Um total de 71 nações estiveram representados no Mundial de Ginástica Artística. Entre parênteses o número de ginastas por país.
| \| - África do Sul (4) - Albânia (2) - Alemanha (9) - Argélia (3) - Argentina (8) - Armênia (2) - Austrália (9) - Áustria (8) - Azerbaijão (1) - Bélgica (2) - Bermudas (2) - Bielorrússia (5) - Brasil (10) - Bulgária (5) - Canadá (7) - Cazaquistão (6) - Chile (4) - China (10) \| - Chipre (4) - Colômbia (6) - Coreia do Norte (8) - Coreia do Sul (10) - Croácia (6) - Dinamarca (6) - Egito (8) - El Salvador (1) - Eslováquia (1) - Eslovênia (8) - Espanha (9) - Estados Unidos (10) - Finlândia (9) - França (8) - Geórgia (1) - Grã-Bretanha (10) - Grécia (9) - Guatemala (1) \| - Hong Kong (4) - Hungria (7) - Iêmen (1) - Índia (10) - Irlanda (5) - Islândia (5) - Israel (5) - Itália (10) - Japão (10) - Jordânia (2) - Kuwait (4) - Letônia (2) - Líbano (1) - Lituânia (7) - Luxemburgo (1) - México (9) - Noruega (10) - Nova Zelândia (2) \| - Países Baixos (9) - Polónia (5) - Porto Rico (5) - Portugal (4) - Catar (2) - Chéquia (5) - Roménia (10) - Rússia (9) - Sérvia (1) - Suécia (7) - Suíça (7) - Taiwan (4) - Turquia (1) - Ucrânia (8) - Uzbequistão (3) - Venezuela (4) - Vietname (5) \| | | | |
| - África do Sul (4) - Albânia (2) - Alemanha (9) - Argélia (3) - Argentina (8) - Armênia (2) - Austrália (9) - Áustria (8) - Azerbaijão (1) - Bélgica (2) - Bermudas (2) - Bielorrússia (5) - Brasil (10) - Bulgária (5) - Canadá (7) - Cazaquistão (6) - Chile (4) - China (10) | - Chipre (4) - Colômbia (6) - Coreia do Norte (8) - Coreia do Sul (10) - Croácia (6) - Dinamarca (6) - Egito (8) - El Salvador (1) - Eslováquia (1) - Eslovênia (8) - Espanha (9) - Estados Unidos (10) - Finlândia (9) - França (8) - Geórgia (1) - Grã-Bretanha (10) - Grécia (9) - Guatemala (1) | - Hong Kong (4) - Hungria (7) - Iêmen (1) - Índia (10) - Irlanda (5) - Islândia (5) - Israel (5) - Itália (10) - Japão (10) - Jordânia (2) - Kuwait (4) - Letônia (2) - Líbano (1) - Lituânia (7) - Luxemburgo (1) - México (9) - Noruega (10) - Nova Zelândia (2) | - Países Baixos (9) - Polónia (5) - Porto Rico (5) - Portugal (4) - Catar (2) - Chéquia (5) - Roménia (10) - Rússia (9) - Sérvia (1) - Suécia (7) - Suíça (7) - Taiwan (4) - Turquia (1) - Ucrânia (8) - Uzbequistão (3) - Venezuela (4) - Vietname (5) |

## Medalhistas
Masculino
| Evento                      | Ouro                        | Prata                           | Bronze                            |
| Individual geral detalhes   | Kohei Uchimura · Japão      | Daniel Keatings · Reino Unido   | Yury Ryazanov · Rússia            |
| Salto sobre a mesa detalhes | Marian Drăgulescu · Roménia | Flavius Koczi · Roménia         | Anton Golotsutskov · Rússia       |
| Solo detalhes               | Marian Drăgulescu · Roménia | Zou Kai · China                 | Alexander Shatilov · Israel       |
| Cavalo com alças detalhes   | Zhang Hongtao · China       | Krisztián Berki · Hungria       | Prashanth Sellathurai · Austrália |
| Barras paralelas detalhes   | Wang Guanyin · China        | Feng Zhe · China                | Kazuhito Tanaka · Japão           |
| Argolas detalhes            | Yan Mingyong · China        | Jordan Jovtchev · Bulgária      | Oleksandr Vorobiov · Ucrânia      |
| Barra fixa detalhes         | Zou Kai · China             | Epke Zonderland · Países Baixos | Igor Cassina · Itália             |

Feminino
| Evento                       | Ouro                            | Prata                          | Bronze                                                 |
| Individual geral detalhes    | Bridget Sloan · Estados Unidos  | Rebecca Bross · Estados Unidos | Koko Tsurumi · Japão                                   |
| Salto sobre a mesa detalhes  | Kayla Williams · Estados Unidos | Ariella Kaeslin · Suíça        | Youna Dufournet · França                               |
| Solo detalhes                | Elizabeth Tweddle · Reino Unido | Lauren Mitchell · Austrália    | Lu Sui · China                                         |
| Trave detalhes               | Deng Linlin · China             | Lauren Mitchell · Austrália    | Ivana Hong · Estados Unidos                            |
| Barras assimétricas detalhes | He Kexin · China                | Koko Tsurumi · Japão           | Ana Porgras · Roménia · Rebecca Bross · Estados Unidos |

## Quadro de medalhas

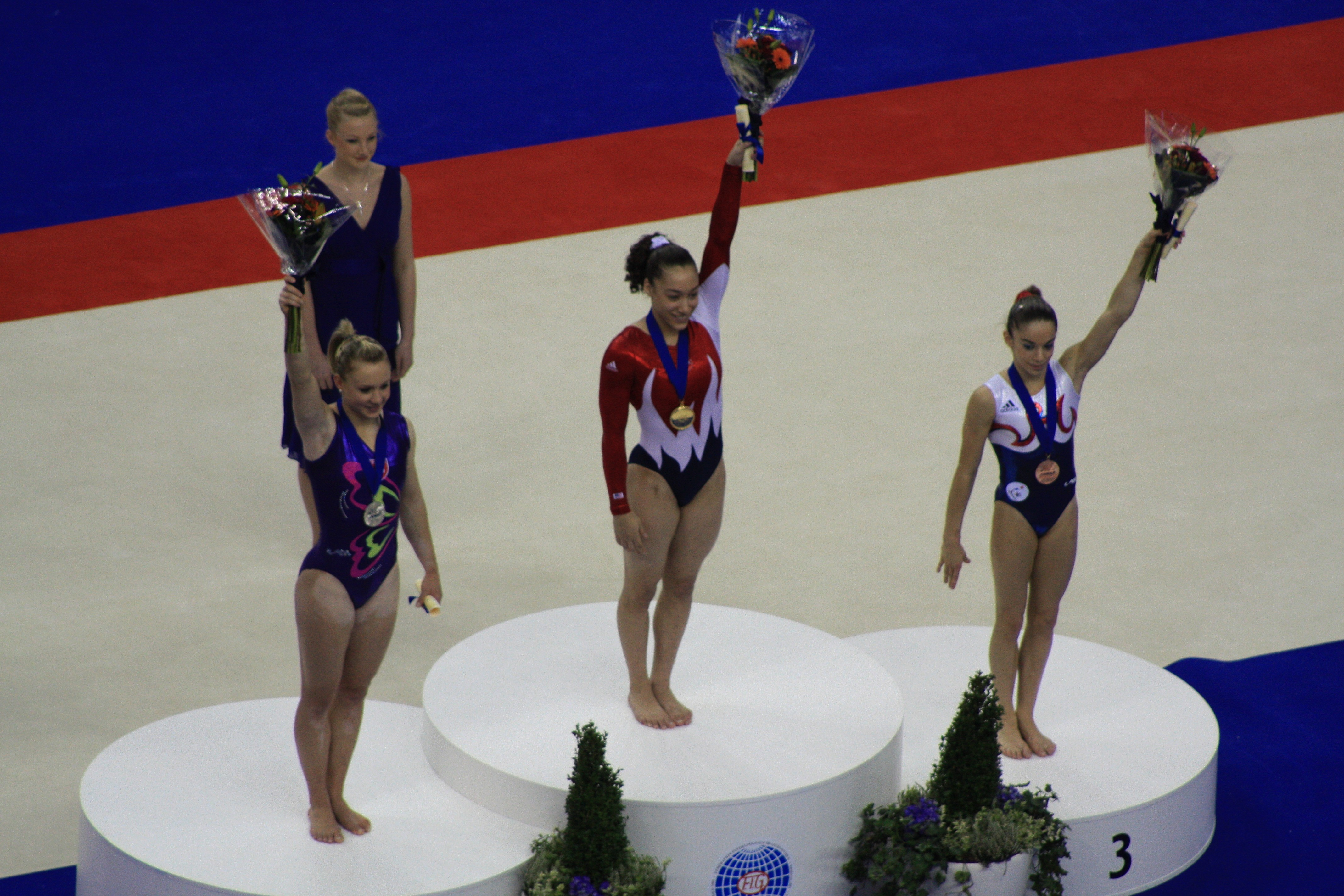
Pódio do salto feminino. Da esquerda para a direita: Ariella Kaeslin (prata), Kayla Williams (ouro) e Youna Dufournet (bronze).

| Ordem | País           | Medalha de ouro | Medalha de prata | Medalha de bronze |    |
| ----- | -------------- | --------------- | ---------------- | ----------------- | -- |
| 1     | China          | 6               | 2                | 1                 | 9  |
| 2     | Estados Unidos | 2               | 1                | 2                 | 5  |
| 3     | Roménia        | 2               | 1                | 1                 | 4  |
| 4     | Japão          | 1               | 1                | 2                 | 4  |
| 5     | Grã-Bretanha   | 1               | 1                |                   | 2  |
| 6     | Austrália      |                 | 2                | 1                 | 3  |
| 7     | Bulgária       |                 | 1                |                   | 1  |
| 7     | Hungria        |                 | 1                |                   | 1  |
| 7     | Países Baixos  |                 | 1                |                   | 1  |
| 7     | Suíça          |                 | 1                |                   | 1  |
| 11    | Rússia         |                 |                  | 2                 | 1  |
| 12    | França         |                 |                  | 1                 | 1  |
| 12    | Israel         |                 |                  | 1                 | 1  |
| 12    | Itália         |                 |                  | 1                 | 1  |
| 12    | Ucrânia        |                 |                  | 1                 | 1  |
| TOTAL | TOTAL          | 12              | 12               | 13                | 37 |

     País sede destacado.